# Diospyros marmorata
Diospyros marmorata là một loài thực vật có hoa trong họ Thị. Loài này được R.Parker mô tả khoa học đầu tiên năm 1931.